# 松井透
松井 透（まつい とおる、1926年8月3日- 2008年3月23日）は、日本の東洋史学者。
東京出身。旧制京都一中、旧制三高、京大理学部（中退）、京大工学部（中退）を経て1952年東京大学文学部西洋史学科卒、1955年同大学院研究奨学生修了、平凡社嘱託として『世界歴史事典』を編集、1956年青山学院大学経済学部第二部専任講師、1960年助教授、1965年東京大学東洋文化研究所専任講師、1968年助教授、1973年教授、1987年定年退官、名誉教授。1988年川村学園女子大学教授、日本南アジア学会初代理事長。1994年-1997年日本学術会議会員。

## 著書
- 『北インド農産物価格の史的研究』東京大学出版会 1977
- 『イギリス支配とインド社会 19世紀前半北インド史の一研究』東京大学出版会 1987
- 『世界市場の形成』岩波書店(世界歴史叢書) 1991、ちくま学芸文庫 2021
- 『バニヤンの樹かげで 異文化への視野』筑摩書房 1994

### 共編著
- 『インド史における土地制度と権力構造』山崎利男共編 東京大学出版会 1969
- 『インド土地制度史研究 史料を中心に』 東京大学出版会 1972
- 『バングラデシュ米作の地域構造 タナ・レベルの統計分析』佐藤宏共編 アジア経済研究所 1986